# Antonija Nastoburko
Antonija Nastoburko, ros. Антонина Настобурко (ur. 21 stycznia 1959) – ukraińska lekkoatletka specjalizująca się w biegach sprinterskich. W czasie swojej kariery reprezentowała Związek Socjalistycznych Republik Radzieckich.
W 1985 r. wystąpiła w reprezentacji ZSRR w finałach Pucharu Europy oraz Pucharu Świata, zajmując w biegach sztafetowych 4 x 100 metrów dwukrotnie II miejsce. Największy sukces na arenie międzynarodowej odniosła w 1986 r. w Stuttgarcie, zdobywając brązowy medal mistrzostw Europy w biegu sztafetowym 4 x 100 metrów (wspólnie z Natalją Bocziną, Mariną Żyrową oraz Olgą Zołotariową). Również w 1986 r. zajęła VI miejsce w biegu na 100 metrów podczas Igrzysk Dobrej Woli w Moskwie.
Rekord życiowy w biegu na 100 metrów: 11,27 – Leningrad 02/08/1985.